# Вера Звонарјова
Вера Игоревна Звонарјова (рус. Вера Игоревна Звонарёва; рођена 7. септембра 1984) је професионална руска тенисерка, која од 12. октобра 2009. заузима 8. место на ВТА листи најбољих тенисерки света. Звонарјова је у својој професионалној каријери, која траје од 2000. године, освојила девет ВТА турнира и бронзану медаљу на Летњим олимпијским играма 2008, а играла је и финале ВТА првенства 2008. У конкуренцији женских парова, освојила је пет ВТА турнира и Отворено првенство Америке 2006. освојила је у пару са Натали Деши. Заједно са Бобом Брајаном освојила је Отворено првенство Америке 2004, а са Ендијем Рамом Вимблдон 2006. у конкуренцији мешовитих парова. Заједно са репрезентацијом Русије, освојила је и Фед куп 2004. године.

## Приватни живот
Вера Игоревна Звонарјова рођена је 7. септембра 1984. у Москви, као једина кћер Игора и Наталије Звонарјове. Тенис је почела да игра под утицајем мајке, која је учествовала на Летњим олимпијским играма 1980., играјући хокеј на трави. Нико у њеној породици није играо тенис, сем ње. Звонарјова је била изузетно успешна играчица у јуниорској конкуренцији, а 2000. и 2001. је освојила најпрестижније јуниорско такмичење Оранж боул. У слободно време, воли да чита дела Михаила Булгакова, посебно роман Мајстор и Маргарита. Љубитељ је спортова као што су одбојка, хокеј и фудбал, и навија за клуб ЦСКА Москва.
Звонарјова је 2008. учествовала у специјалном програму борбе за једнакост жена, које је организовао УНЕСКО. У мају 2009. проглашена је једним од промотера једнакости међу половима, заједно са Винус Вилијамс, Татјаном Головин и Ђе Џенг.

## Стил игре и опрема
Звонарјова је играчица са основне линије, која се добро сналази на свим подлогама. Омиљени турнир јој је Куп Кремља у родном граду Москви. Тренутно је тренира Семјуел Самик. Звонарјова носи опрему марке K–Swiss и користи рекет марке Prince, Prince O3 White.

## Статистике у каријери

### Гренд слем финала појединачно (0–2)
| Исход | Година | Турнир   | Подлога | Противница у финалу | Резултат у финалу |
| Пораз | 2010   | Вимблдон | Трава   | Серена Вилијамс     | 3–6, 2–6          |

### Гренд слем финала у паровима (2–1)
| Исход  | Година | Турнир                 | Подлога | Партнерка      | Противнице                       | Резултат    |
| Победа | 2006   | Отворено првенство САД | Тврда   | Натали Деши    | Динара Сафина Катарина Среботник | 7–6(5), 7–5 |
| Пораз  | 2010   | Вимблдон               | Трава   | Јелена Веснина | Вања Кинг Јарослава Шведова      | 6-7(6), 2-6 |

### Гренд слем финала у мешовитим паровима (2)
| Исход  | Година | Турнир                 | Подлога | Партнерка  | Противнице                | Резултат |
| Победа | 2004   | Отворено првенство САД | Тврда   | Боб Брајан | Алиша Молик Тод Вудбриџ   | 6–3, 6–4 |
| Победа | 2006   | Вимблдон               | Трава   | Анди Рам   | Винус Вилијамс Боб Брајан | 6–3, 6–2 |

### Олимпијске медаље појединачно (1)
| Исход  | Година | Турнир | Подлога | Противница | Резултат |
| Бронза | 2008   | Пекинг | Тврда   | На Ли      | 6–0, 7–5 |

### Финала ВТА првенства појединачно (1)
| Исход | Година | Турнир | Подлога | Противница     | Резултат         |
| Пораз | 2008   | Доха   | Тврда   | Винус Вилијамс | 7–6(5), 0–6, 2–6 |

### ВТА финала појединачно (27)
| Легенда: Пре 2009.             | Легенда: Од 2009.       |
| ------------------------------ | ----------------------- |
| Гренд слем (0–2)               |                         |
| Завршна првенства сезоне (0–1) |                         |
| категорија (0–4)               | Обавезни Премијер (1–1) |
| категорија (0–2)               | Премијер 5 (0–1)        |
| категорија (6–1)               | Премијер (1–1)          |
| и категорија (1–4)             | Међународни (2–0)       |

| Исход  | Бр. | Датум               | Турнир                 | Подлога | Противница                | Резултат         |
| Пораз  | 1.  | 08-07-02            | Палермо                | Шљака   | Маријана Дијаз Олива      | 7–6(6), 1–6, 3–6 |
| Победа | 1.  | 04-05-03            | Бол                    | Шљака   | Кончита Мартинез Гранадос | 6–1, 6–3         |
| Победа | 2.  | 21-02-04            | Мемфис                 | Тврда   | Лиса Рејмонд              | 4–6, 6–4, 7–5    |
| Пораз  | 2.  | 16-08-04            | Синсинати              | Тврда   | Линдси Давенпорт          | 3–6, 2–6         |
| Пораз  | 3.  | 25-10-04            | Филаделфија            | Тврда   | Амели Моресмо             | 6–3, 2–6, 2–6    |
| Победа | 3.  | 19-02-05            | Мемфис                 | Тврда   | Меган Шонеси              | 7–6(3), 6–2      |
| Пораз  | 4.  | 07-01-06            | Окланд                 | Тврда   | Марион Бартоли            | 2–6, 2–6         |
| Победа | 4.  | 18-06-06            | Бирмингем              | Трава   | Џамеа Џексон              | 7–6(12), 7–5(5)  |
| Победа | 5.  | 23-07-06            | Синсинати              | Тврда   | Катарина Среботник        | 6–2, 6–4         |
| Пораз  | 5.  | 06-01-07            | Окланд                 | Тврда   | Јелена Јанковић           | 6(9)–7, 7–5, 3–6 |
| Пораз  | 6.  | 11-01-08            | Хобарт                 | Тврда   | Елени Данилиду            | предат меч       |
| Пораз  | 7.  | 24-02-08            | Доха                   | Тврда   | Марија Шарапова           | 1–6, 6–2, 0–6    |
| Пораз  | 8.  | 20-04-08            | Чарлстон               | Шљака   | Серена Вилијамс           | 4–6, 6–3, 3–6    |
| Победа | 6.  | 04-05-08            | Праг                   | Шљака   | Викторија Азаренка        | 7–6(2), 6–2      |
| Победа | 7.  | 21-09-08            | Гуангџоу               | Тврда   | Пенг Шуај                 | 6(4)–7, 6–0, 6–2 |
| Пораз  | 9.  | 12-10-08            | Москва                 | Тепих   | Јелена Јанковић           | 2–6, 4–6         |
| Пораз  | 10. | 26-10-08            | Линц                   | Тврда   | Ана Ивановић              | 2–6, 1–6         |
| Пораз  | 11. | 09-11-08            | Доха                   | Тврда   | Винус Вилијамс            | 7–6(5), 0–6, 2–6 |
| Победа | 8.  | 15-02-09            | Патаја                 | Тврда   | Сања Мирза                | 7–5, 6–1         |
| Победа | 9.  | 22-03-09            | Индијан Велс           | Тврда   | Ана Ивановић              | 7–6(5), 6–2      |
| Победа | 10. | 14. фебруар 2010.   | Патаја (2)             | Тврда   | Тамарин Танасугарн        | 6–4, 6–4         |
| Пораз  | 12. | 18. април 2010.     | Чарлстон               | Шљака   | Саманта Стосур            | 6–0, 6–3         |
| Пораз  | 13. | 3. јул 2010.        | Вимблдон               | Трава   | Серена Вилијамс           | 6–3, 6–2         |
| Пораз  | 14. | 23. август 2010.    | Монтреал               | Тврда   | Каролина Возњацки         | 6–3, 6–2         |
| Пораз  | 15. | 11. септембар 2010. | Отворено првенство САД | Тврда   | Ким Клајстерс             | 6–2, 6–1         |
| Пораз  | 16. | 11. октобар 2010.   | Пекинг                 | Тврда   | Каролина Возњацки         | 6–3, 3–6, 6–3    |
| Победа | 11. | 26. фебруар 2011.   | Доха                   | Тврда   | Каролина Возњацки         | 6-4, 6-4         |

### ВТА финала у паровима (10)
| Легенда: Пре 2009.             | Легенда: Од 2009.       |
| ------------------------------ | ----------------------- |
| Гренд слем (1/0)               |                         |
| Завршна првенства сезоне (0/0) |                         |
| категорија (2/1)               | Обавезни Премијер (1/0) |
| категорија (0/3)               | Премијер 5 (0/0)        |
| категорија (0/1)               | Премијер (0/0)          |
| и категорија (1/0)             | Међународни (0/0)       |

| Исход  | #  | Датум    | Турнир       | Подлога | Партнерка          | Противнице                           | Резултат         |
| Пораз  | 1. | 05-10-03 | Москва       | Тепих   | Анастасија Мискина | Нађа Петрова Меган Шонеси            | 3–6, 4–6         |
| Пораз  | 2. | 16-02-04 | Мемфис       | Тврда   | Марија Шарапова    | Оса Свенсон Мајлен Ту                | 4–6, 6(0)–7      |
| Победа | 1. | 10-10-04 | Москва       | Тепих   | Анастасија Мискина | Вирхинија Руано Паскуал Паола Суарез | 6–3, 4–6, 6–2    |
| Победа | 2. | 02-05-05 | Берлин       | Тепих   | Јелена Лиховцева   | Кара Блек Лизел Хубер                | 4–6, 6–4, 6–3    |
| Пораз  | 3. | 18-06-05 | Истборн      | Трава   | Јелена Лиховцева   | Лиса Рејмонд Рене Стабс              | 3–6, 5–7         |
| Пораз  | 4. | 25-07-05 | Станфорд     | Тврда   | Јелена Лиховцева   | Кара Блек Рене Стабс                 | 3–6, 5–7         |
| Победа | 3. | 02-01-06 | Окланд       | Тврда   | Јелена Лиховцева   | Емили Луа Барбора Стрицова           | 6–3, 6–4         |
| Победа | 4. | 28-08-06 | Њујорк       | Тврда   | Натали Деши        | Динара Сафина Катарина Среботник     | 7–6(5), 7–5      |
| Пораз  | 5. | 20-07-08 | Станфорд     | Тврда   | Јелена Веснина     | Кара Блек Лизел Хубер                | 4–6, 3–6         |
| Победа | 5. | 21-03-09 | Индијан Велс | Тврда   | Викторија Азаренка | Жизела Дулко Шахар Пер               | 6–4, 3–6, [10–5] |

### Финала Фед купа (1)
| Исход  | Датум                 | Локација | Подлога | Победнице                                                                             | Финалисткиње                                                           | Резултат |
| Победа | 27–28. новембар 2004. | Москва   | Тепих   | Русија · Вера Звонарјова · Светлана Кузњецова · Јелена Лиховцева · Анастасија Мискина | Француска · Марион Бартоли · Татјана Головин · Натали Деши · Емили Луа | 3:2      |

### Пласман на ВТА листи на крају сезоне
| Година  | 2000 | 2001 | 2002 | 2003 | 2004 | 2005 | 2006 | 2007 | 2008 | 2009 | 2010 | 2011 |
| ------- | ---- | ---- | ---- | ---- | ---- | ---- | ---- | ---- | ---- | ---- | ---- | ---- |
| Пласман | 357  | 371  | 45   | 13   | 11   | 42   | 24   | 23   | 7    | 9    | 2    | 7    |